# 8番目の罪
「8番目の罪」（はちばんめのつみ）は1997年11月21日にリリースされたIcemanの5thシングル。発売元はエピックレコードジャパン。

## 概要
これまでIcemanのシングル曲は井上秋緒が作詞を手掛けていたが、本作では初めてメンバー自身がIceman名義で作詞を手掛けている（ただし、JASRACには作詞：麻倉真琴・黒田倫弘として登録されている）。
累計売上は2.6万枚を記録。
タイトル曲、カップリング曲ともに、2ndアルバム『Digiryzm Mutation』にCOMPRESSED MIXとしてアルバムバージョンで収録されている。

## 録音
カップリング含めて、メンバー3人以外レコーディング作業に関わっていない。以前はゲストミュージシャン・作詞のアシストに関わってもらっていたが、本作では全ての作業を3人で行った。
スタジオは当時三宿に新しく建てられた浅倉のプライベートスタジオで行われた。
音作りの際に、シンセサイザーのオーバーレベルのランプが付いても無視して、実際に機械が溶けても、それすら「溶けてる!溶けてる～!」と楽しんでいた。これには、ライブツアー「Iceman Tour 1997 POWER SCALE」でお互いの常軌を逸したパフォーマンスを見てしまったので、「普通にやってちゃ物足りない」とライブに挑む時のノリをレコーディングに持ち込む狙いがあった。そうして出来た「わざと澄んだクリーンな音色を歪ませた音色」をメインに押し出し、且つ心地よく聞こえる様にした。
その結果「出ている音が全て格好良かった」「こういうのをリードシングルにする人はいない」と出来に喜んだ。

## 収録曲
1. 8番目の罪
  - 作詞：Iceman　作曲/編曲：浅倉大介
  - 「『旧約聖書』には『七つの大罪』が記されている。もし、8つ目の罪が『罪を犯してでも、覚悟を決めて“恋愛”する』という7つ以上にすごい罪だったら?」をテーマにしている[2]。
  - 作詞は「Iceman」名義だが、メインの構成は黒田が担当している。3人で「ここはもっと過激にしよう」「これはいらない」と添削していった[2]。
2. GALAXY GANG
  - 作詞：伊藤賢一　作曲/編曲：浅倉大介
  - サウンドは「ドラムンベースを取り込みつつ、16ビートを追求していく」ことをコンセプトとした[2]。
  - 伊藤は楽曲から「戦闘もの」を発想し、「『GALAXY GANG』というモナ・リザのマークをつけた軍隊が銀河を荒らしまくる」というストーリー性を追求した[2]。
  - 一部で浅倉がメインボーカル・伊藤がコーラスを担当したパートがある[2]。
3. 8番目の罪(Instrumental)